# Вонхо
Лі Хо Сок (кор. 이호석, 李虎錫, I Hoseok; нар. 1 березня 1993, Санбон-дон, Кунпхо, Республіка Корея), відомий під сценічним псевдонімом Вонхо (кор. 원호, англ. Wonho) — південнокорейський співак, автор пісень, композитор та продюсер, що працює під лейблом Highline Entertainment, колишній учасник поп-гурту Monsta X компанії Starship Entertainment. Сценічний псевдонім «Вонхо» означає «захищати». Його сольний дебют відбувся 4 вересня 2020 року з мініальбомом Love Synonym Pt.1: Right for Me.

## Раннє життя
Лі Хо Сок народився 1 березня 1993 року. Має молодшого брата 1997 року народження.
У дитинстві та підлітковому віці Лі Хо Сок займався плаванням та тхеквондо, досяг помітних успіхів, але був змушений покинути це заняття через серйозну травму. Також вчився грі на фортепіано.

## Кар'єра

### Додебютний період
У підлітковому віці був моделлю-ольччаном. У 2010 році під псевдонімом Шин Хо Сок (신호석) з'явився у одному з епізодів третього сезону реаліті-шоу Ulzzang Generation (얼짱시대, «Ольччан шінде») телеканалу Comedy TV. Працював спортивним інструктором для школярів, за своє чуйне ставлення та гарну зовнішність був популярним серед учнів. Мав контракт з танцювальною агенцією DQ Agency, що активно співпрацювала зі Starship Ent. Тому його можна побачити серед танцівників жіночого гурту Starship Ent. SISTAR, наприклад, на їхньому виступі на церемонії KBS Entertainment Awards 2011.
До моменту офіційного дебюту Лі Хо Сок протягом трьох років був трейні в Starship Ent.
У серпні 2014 року Лі Хо Сок під псевдонімом Шино (Sino) разом з майбутніми учасниками Monsta Х Шону і Чжухоном, а також репером #GUN дебютували як учасники гурту Starship Ent. під назвою NuBoyz. Гурт мав кілька пробних виступів, у тому числі на відкритті концерту Starship X, що відбувся 5 грудня 2014 року. Невдовзі після цього офіційний дебют NuBoyz було скасовано, натомість його мемберів було включено до учасників шоу на виживання No.Mercy, спільно організованого Starship Ent. та телеканалом Mnet.
No.Mercy складалось з 10 епізодів, які транслювались щосереди. Його перший епізод з'явився на екранах у грудні 2014 року. У ході телешоу 12 трейні мали демонструвати свої вміння у різнопланових виступах. При підготовці виступів трейні співпрацювали з артистами Starship Ent. Водночас останні виконували роль журі у No.Mercy. За результатами оцінювання кожному з трейні присвоювалось місце у рейтингу — з 1 (найвище) по 12. Щотижня один учасник з найнижчим рейтингом мав покинути шоу. У заключному епізоді шоу, який вийшов у ефір 11 лютого 2015 року, було обрано 7 учасників нового гурту, серед яких був і Вонхо.
Новий гурт отримав назву Monsta X. Дебют Вонхо у складі цього гурту відбувся 14 травня 2015 року з мініальбомом Trespass та однойменними головним треком.
Влітку 2015 року Вонхо з'явився у кліпі «Shake It» гурту Sistar.

### 2015—2019: співпраця зі Starship Ent.
Протягом 2015—2019 років Вонхо був незмінним учасником Monsta X як вокаліст, танцюрист та віжуал («обличчя» гурту), беручи участь у всіх активностях гурту, у тому числі трьох світових турах, рекламних кампаніях, численних зйомках тощо. Вонхо має приємний співацький голос з характерною впізнаваною вимовою звуків «с» та «з». Взяв участь у створенні близько десяти пісень для Monsta X. Музика Monsta X в основному базується на інтенсивному звучанні, натомість створені Вонхо композиції мають власний впізнаваний емоційний та витончений стиль, що у той же час є різноманітним і втілює модні тенденції у світі музики Типовий сценічний образ Вонхо характеризують як поєднання «невинності, милості та сексуальності».. Загалом він належить до тих артистів, які здатні відігравати різні образи — від сексуального до милого та грайливого. Широковідомим стало його особливо турботливе та ніжне ставлення до фанатів. Крім того, Вонхо відомий своїми неодноразовими пожертвами до різноманітних благодійних організацій, зокрема, ЮНІСЕФ, а також участі у волонтерських заходах, що надихнуло багатьох фанатів наслідувати його приклад. Також Вонхо став відомий як знаменитість, яка пропагує спорт та здоровий спосіб життя.
31 жовтня 2019 року Вонхо опублікував рукописного листа, у якому йшлося про те, що він покидає Monsta X у зв'язку з тим, що «його особисті проблеми завдають шкоди багатьом людям» у тому числі іншим мемберам. Також він подякував фанатам і персоналу компанії за їхню любов і «можливість бути щасливим до цього моменту» та попросив їх у подальшому підтримувати решту учасників гурту. Того ж дня Starship Ent. заявив, що надалі Monsta X продовжить діяльність як гурт з шести учасників. Наступного дня — 1 листопада — Starship Ent. випустив офіційну заяву про розірвання ексклюзивного контракту з Вонхо, у якій також йшлося про те, що компанії нічого не було відомо про предмет чуток, які, як вважається, змусили Вонхо оголосити про вихід зі складу гурту. Також було заявлено, що Starship Ent. візьме участь у всіх подальших розслідуваннях, з цим пов'язаних.
Ці події призвели до надзвичайно великого резонансу у фанатській спільноті. Велика кількість корейських та іноземних фанатів зібралася біля будівлі, де на той час розташувався офіс Starship Ent. На її фасад вони чіпляли численні стікери з посланнями на підтримку Вонхо Ця незапланована акція вразила багатьох сторонніх спостерігачів.. З'явилась величезна кількість різноманітних проектів, метою яких було встановлення справедливості та, за можливості, повернення Вонхо до гурту.
14 березня Starship Ent. опублікував офіційну заяву про те, що у результаті п'ятимісячного розслідування 10 березня поліцією Сеула було доведено невинуватість Вонхо у звинуваченнях, які, як вважається, стали причиною його виходу зі складу гурту у жовтні 2019 року.
15 березня спродюсована Вонхо композиція «From Zero» у чарті iTunes Top Songs для США досягла 29 рядка і першого — у iTunes’ K-Pop Song chart. Це найвищі позиції у рейтингах iTunes, які будь-коли займали пісні Monsta X. «From Zero» потрапила до чартів iTunes 41 країни. 24 березня «From Zero», випущена ще у 2017 році у альбомі Monsta X The Code, опинилася на першій позиції у чарті Billboard World Digital Song Sales. У такий спосіб — масовим придбанням пісні — фанати відзначали офіційну заяву про зняття з Вонхо звинувачень.

### 2020: Початок сольної кар'єри
10 квітня Вонхо як сольний артист та продюсер уклав ексклюзивну угоду з дочірньою компанією Starship Ent. — Highline Entertainment. Того ж дня було запущено його офіційні сторінки у соціальних мережах. 7 травня стало відомо, що він увійшов до кола артистів американського лейблу Maverick, який входить до Warner Music Group.
29 червня Вонхо оголосив офіційну назву свого фандому — WENEE (чит. «віні»), що англійською розшифровується як «WE are NEw Ending» (укр. «Ми — нове завершення»).
9 серпня було офіційно повідомлено, що 4 вересня відбудеться сольний дебют Вонхо з мініальбомом Love Synonym Part 1: Right for Me.
14 серпня відбувся реліз синглу «Losing You» та кліпу до нього. Це була перша з жовтня 2019 року поява Вонхо перед публікою як артиста. Як пояснив сам Вонхо, ця пісня присвячена його фанатам, які дали йому сили йти далі і продовжувати створювати музику.
4 вересня відбувся реліз дебютного мініальбому Love Synonym Part 1: Right for Me з восьми треків корейською та англійською мовами. Зокрема, до альбому було включено корейську версію англомовного синглу «Losing You». Головною композицією стала «Open Mind», на яку у день релізу мініальбому було представлено кліп. Цього ж дня відбувся і дебютний шоукейс, що транслювався платформою V Live. Промоції мініальбому складалися з виспів на корейських музичних телешоу The Show, Show Champion, M!Coundown тощо.
Мініальбом посів перше місце у рейтингу Foreign Music Album (07/09 — 13/09) (Закордонні музичні альбоми (7-13 вересня) японського чарту Oricon. З'явився він і у тижневих чартах Billboard (тиждень 19 вересня), зайнявши 9-те місце у World Albums, 19-те — у Heatseekers Albums, 51-е — у Current Album Sales та 81-е — у Top Album Sales. Пісня «Open Mind» опинилася на 4-й позиції у World Digital Song Sales Сам Вонхо як виконавець з'явився на 28-му місці у чарті Emerging Artists..
27 вересня Вонхо провів свій перший соло-концерт WONHO SPECIAL LIVE #IWONHOYOU, який транслювався через платформу LiveXLive. Впродовж трансляції він виконав композиції зі свого мініальбому, а також пісні Біллі Айліш та Джастіна Бібера.

### 2021: перше сольне повернення
26 лютого Вонхо мав перший сольний камбек з мініальбомом Love Synonym #2: Right for Us та музичним відео на його головну пісню «Lose». Того ж дня він виступив на сцені музичного шоу Music Bank телеканалу KBS. Пісня «Lose» потрапив до топ-10 композицій iTunes K-POP різних країн світу, а сам альбом посів п'яту позицію у світовому iTunes. За два тижні після релізу п'ять композицій мініальбому потрапили до чарту Billboard World Digital Song Sales.

## Дискографія

### Мініальбоми
- Love Synonym #1: Right for me (2020)
- Love Synonym #2: Right for Us (2021)

### Участь у створенні композицій
| Рік  | Виконавець | Композиція                                                | Альбом                              | Участь                                | Прим.         |
| ---- | ---------- | --------------------------------------------------------- | ----------------------------------- | ------------------------------------- | ------------- |
| 2015 | Monsta X   | «Steal Your Heart»                                        | Trespass                            | Автор тексту                          | [ 63 ]        |
| 2017 | Monsta X   | «Oi»                                                      | The Clan Pt. 2.5: The Final Chapter | Автор тексту, композитор              | [ 64 ]        |
| 2017 | Monsta X   | «5:14 (Last Page)»                                        | The Clan Pt. 2.5: The Final Chapter | Автор тексту                          | [ 65 ] [ 66 ] |
| 2017 | Monsta X   | «I'll Be There»                                           | The Clan Pt. 2.5: The Final Chapter | Автор тексту, аранжування, композитор | [ 67 ] [ 68 ] |
| 2017 | Monsta X   | «From Zero»                                               | The Code                            | Автор тексту, аранжування, композитор | [ 69 ]        |
| 2018 | Monsta X   | «If Only»                                                 | The Connect: Dejavu                 | Автор тексту, аранжування, композитор | [ 70 ] [ 71 ] |
| 2018 | Monsta X   | «Heart Attack»                                            | Take.1 Are You There?               | Автор тексту                          | [ 72 ] [ 73 ] |
| 2018 | Monsta X   | «I Do Love U (널하다)»                                    | Take.1 Are You There?               | Автор тексту, аранжування, композитор | [ 74 ] [ 72 ] |
| 2018 | Monsta X   | «Spotlight (Korean Ver.)»                                 | Take.1 Are You There?               | Автор тексту                          | [ 75 ] [ 76 ] |
| 2019 | Monsta X   | «No Reason»                                               | Take.2 We Are Here                  | Автор тексту, аранжування, композитор | [ 77 ] [ 78 ] |
| 2019 | Monsta X   | «WHO DO U LOVE? (will.i.am Remix) (feat. French Montana)» | All About Luv                       | Автор тексту, аранжування             | [ 79 ] [ 80 ] |
| 2019 | Monsta X   | «Middle of the night»                                     | All About Luv                       | Автор тексту, композитор              | [ 81 ]        |
| 2019 | Monsta X   | «Breathe For You»                                         | Puppy Day (with TTG) OST            | Автор тексту                          | [ 82 ] [ 83 ] |
| 2019 | Monsta X   | «Mirror»                                                  | Follow: Find You                    | Автор тексту, аранжування, композитор | [ 84 ] [ 85 ] |
| 2020 | Wonho      | «Open Mind»                                               | Love Synonym Part 1: Right for Me   | Співавтор тексту                      | [ 86 ]        |
| 2020 | Wonho      | «I just»                                                  | Love Synonym Part 1: Right for Me   | Співавтор тексту, аранжування, музики | [ 87 ]        |
| 2020 | Wonho      | «Lost In Paradise»                                        | Love Synonym Part 1: Right for Me   | Співавтор тексту, аранжування, музики | [ 88 ]        |
| 2020 | Wonho      | «Losing You (Korean Ver.)»                                | Love Synonym Part 1: Right for Me   | Співавтор тексту, аранжування, музики | [ 89 ]        |
| 2020 | Wonho      | «Interlude: Runway»                                       | Love Synonym Part 1: Right for Me   | Співавтор аранжування, музики         | [ 90 ]        |
| 2020 | Wonho      | «WITH YOU»                                                | Love Synonym Part 1: Right for Me   | Співавтор тексту, музики              | [ 91 ]        |
| 2020 | Wonho      | «Losing You»                                              | Love Synonym Part 1: Right for Me   | Співавтор тексту, аранжування, музики | [ 92 ]        |

## Участь у фотосесіях та рекламних кампаніях
| Дата    | Видання            | Прим.  |
| ------- | ------------------ | ------ |
| 09.2020 | 1stLook            | [ 93 ] |
| 10.2020 | The Star           | [ 94 ] |
| 01.2021 | DAZED KOREA        | [ 95 ] |
| 03.2021 | Men's Health Korea | [ 96 ] |
| 03.2021 | MAPS               | [ 97 ] |
| 03.2021 | e.L.e              | [ 98 ] |

## Нагороди та номінації
| Рік                         | Номінація                           | Номінант                      | Результат          | Прим.              |
| Корейські нагороди          | Корейські нагороди                  | Корейські нагороди            | Корейські нагороди | Корейські нагороди |
| Golden Disc Awards          | Golden Disc Awards                  | Golden Disc Awards            | Golden Disc Awards | Golden Disc Awards |
| --------------------------- | ----------------------------------- | ----------------------------- | ------------------ | ------------------ |
| 2020                        | Disc Bonsang                        | Love Synonym #1: Right for Me | Номінація          | [ 99 ]             |
| Нагороди мережевих ресурсів |                                     |                               |                    |                    |
| Tumblr's Year's Top 100     |                                     |                               |                    |                    |
| 2017                        | Tumblr's 2017's Top 100 K-Pop Stars | WONHO                         | 16 місце           | [ 100 ]            |
| 2018                        | Tumblr's 2018's Top 100 K-Pop Stars | WONHO                         | 19 місце           | [ 101 ]            |
| 2019                        | Tumblr's 2019's Top 100 K-Pop Stars | WONHO                         | 16 місце           | [ 102 ]            |
| EuroKpop Awards             |                                     |                               |                    |                    |
| 2020                        | Best Male Solo Artist               | WONHO                         | Перемога           | [ 103 ]            |
| KPOPLAT AWARDS              |                                     |                               |                    |                    |
| 2020                        | Mejor Solista Masculino             | WONHO                         | Номінація          | [ 104 ]            |

## Нотатки
1. ↑    1. 5 - Lose, #18 - Ain't About You ft. KIIARA, #22 - Devil, #23 - Weneed, #25 - Flash